# Лось (Вологодская область)
Лось — деревня в Тотемском районе Вологодской области.
Входит в состав Пятовского сельского поселения, с точки зрения административно-территориального деления — в Пятовский сельсовет.
Расположена на правом берегу реки Сухона. Расстояние по автодороге до районного центра Тотьмы — 6 км, до центра муниципального образования деревни Пятовская — 7 км. Ближайшие населённые пункты — Лесниково, Нелюбино, Усть-Еденьга.
По данным переписи в 2002 году постоянного населения не было.